# Loïc Lupon
Loïc Lupon (24 dicembre 1977) è un ex calciatore francese martinicano, di ruolo attaccante.

## Carriera

### Nazionale
Ha debuttato in Nazionale il 6 aprile 2001, in Martinica-Isole Vergini britanniche (6-0), gara in cui ha siglato la rete del momentaneo 2-0 al minuto 60. Ha partecipato, con la Nazionale, alla CONCACAF Gold Cup 2002. Ha collezionato in totale, con la maglia della Nazionale, 11 presenze e quattro reti.

## Palmarès

### Club

#### Competizioni nazionali
- Campionato martinicano di calcio: 6

Club Franciscain: 2004-2005, 2005-2006, 2006-2007, 2008-2009, 2012-2013, 2013-2014
- Coppa della Martinica: 4

Club Franciscain: 2004-2005, 2006-2007, 2007-2008, 2014-2015